# Cathédrale San Salvador d'Oviedo
Pour les articles homonymes, voir Cathédrale Saint-Sauveur.
La cathédrale San Salvador d'Oviedo est une cathédrale de style gothique située dans la ville d'Oviedo, dans la principauté des Asturies en Espagne. Elle est aussi connue comme sancta ovetensis, dénomination liée à la qualité et à la quantité des reliques qu'elle contient. C'est la cathédrale de l'archidiocèse d'Oviedo. Elle est consacrée au Saint Sauveur (San Salvador).

## Histoire
Le roi des Asturies Fruela Ier ordonna de construire une église sur le terrain où se trouve actuellement la cathédrale d'Oviedo. L'église fut consacrée au Saint Sauveur.
Alphonse II le Chaste, fils du précédent, en transférant la capitale du royaume à Oviedo, ordonna l'édification d'une série de bâtiments administratifs communaux sur les mêmes terrains, utilisant quelques surfaces de l'ancienne église du San Salvador. De l'époque d'Alphonse II subsistent actuellement :
- La chapelle palatine (Cámara Santa de Oviedo ou chambre sainte d'Oviedo).
- La tour de San Miguel, qui fut le clocher de l'église.

Les modifications suivantes eurent lieu au XIIe siècle. Une cathédrale romane avec son cloître fut construite à cette époque. De cette époque ont subsisté jusqu'à nos jours :
- les voûtes de la Cámara Santa.
- les sculptures de cette chambre qui ont une très grande valeur artistique.

Au XIIIe siècle, une nouvelle rénovation aboutit à la cathédrale actuelle. Les travaux débutèrent par la salle capitulaire puis le cloître. L'église est commencée la fin du XIVe siècle ; au XVIe siècle fut achevé le portique et la tour de la façade. Au fil des siècles suivants, on fit des travaux et des embellissements au niveau des chapelles.

## Architecture
L'édifice est de style gothique flamboyant. L'architecte Bartolomé Solórzano, qui était déjà intervenu dans la cathédrale de Palencia, y travailla.

### Extérieur
La tour gothique présente un habile alignement de ses cinq corps. La tour est unique, car faute de moyens financiers, on ne put construire la deuxième. Cette tour est fameuse dans la littérature espagnole du XIXe siècle.
Le portique est formé de trois portes que correspondent aux trois nefs. Les portes sont en noyer du XVIIIe siècle. Les deux battants de la porte centrales sont dédiés au Saint Sauveur et à Sainte Eulalie de Mérida, tous deux patrons de la cathédrale et de la Principauté des Asturies.

### Intérieur
L'église, de forme de croix latine, comptait originellement un chevet de type échelonné, avec une abside semi-circulaire centrale flanquée de deux autres absides mineures. Mais à l'époque baroque on changea en partie cette zone du chœur pour construire un déambulatoire avec chapelles radiales. 
La cathédrale comporte trois nefs, la centrale plus large que les latérales. Elle présente des chapelles ouvertes entre les contreforts, solution habituelle dans ce type d'édifices.

## Protection
La cathédrale fait l’objet d’un classement en Espagne au titre de bien d'intérêt culturel depuis le 3 juin 1931.